# Hoya lacunosa
Hoya lacunosa är en oleanderväxtart som beskrevs av Carl Ludwig von Blume. Hoya lacunosa ingår i släktet Hoya och familjen oleanderväxter. Inga underarter finns listade i Catalogue of Life.